# Namêche
Namêche is een dorp in de Belgische provincie Namen en een deelgemeente van de stad Andenne. Tot 1 januari 1977 was het een zelfstandige gemeente. Het plaatsje is gelegen langsheen de linkeroever van de Maas en via een brug verbonden met het aan de overkant gelegen gehucht Samson, in de deelgemeente Thon.

## Demografische ontwikkeling
- Bronnen:NIS, Opm:1831 tot en met 1970=volkstellingen, 1976= inwoneraantal op 31 december

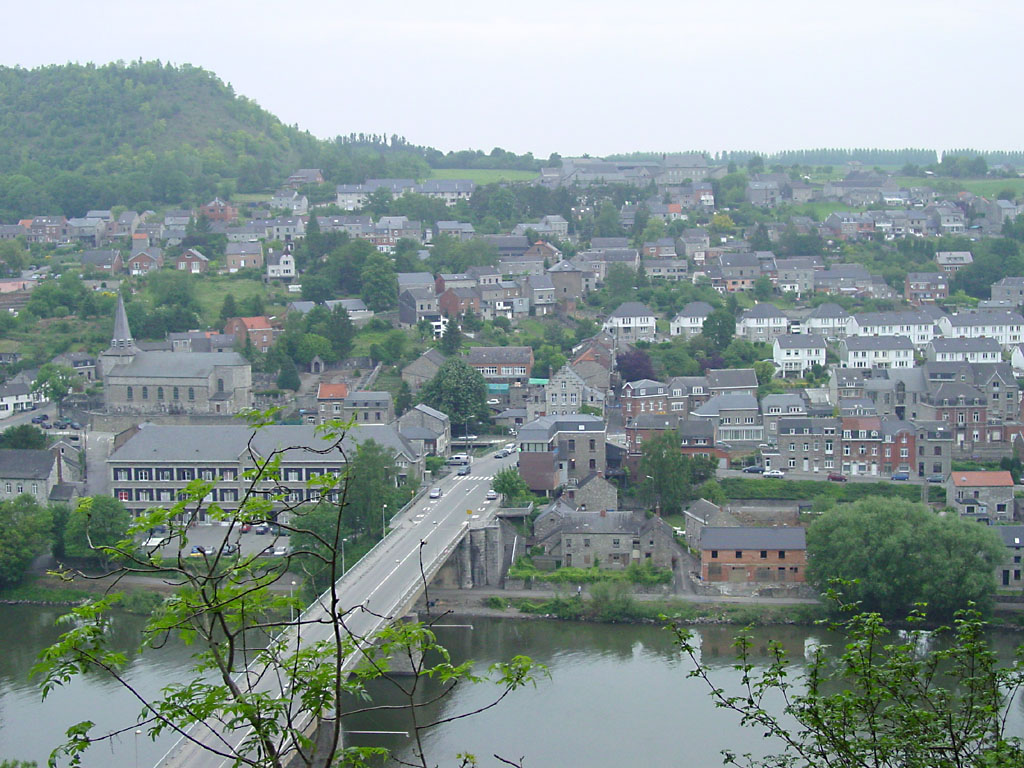
Namêche, gezien van de overkant van de Maas

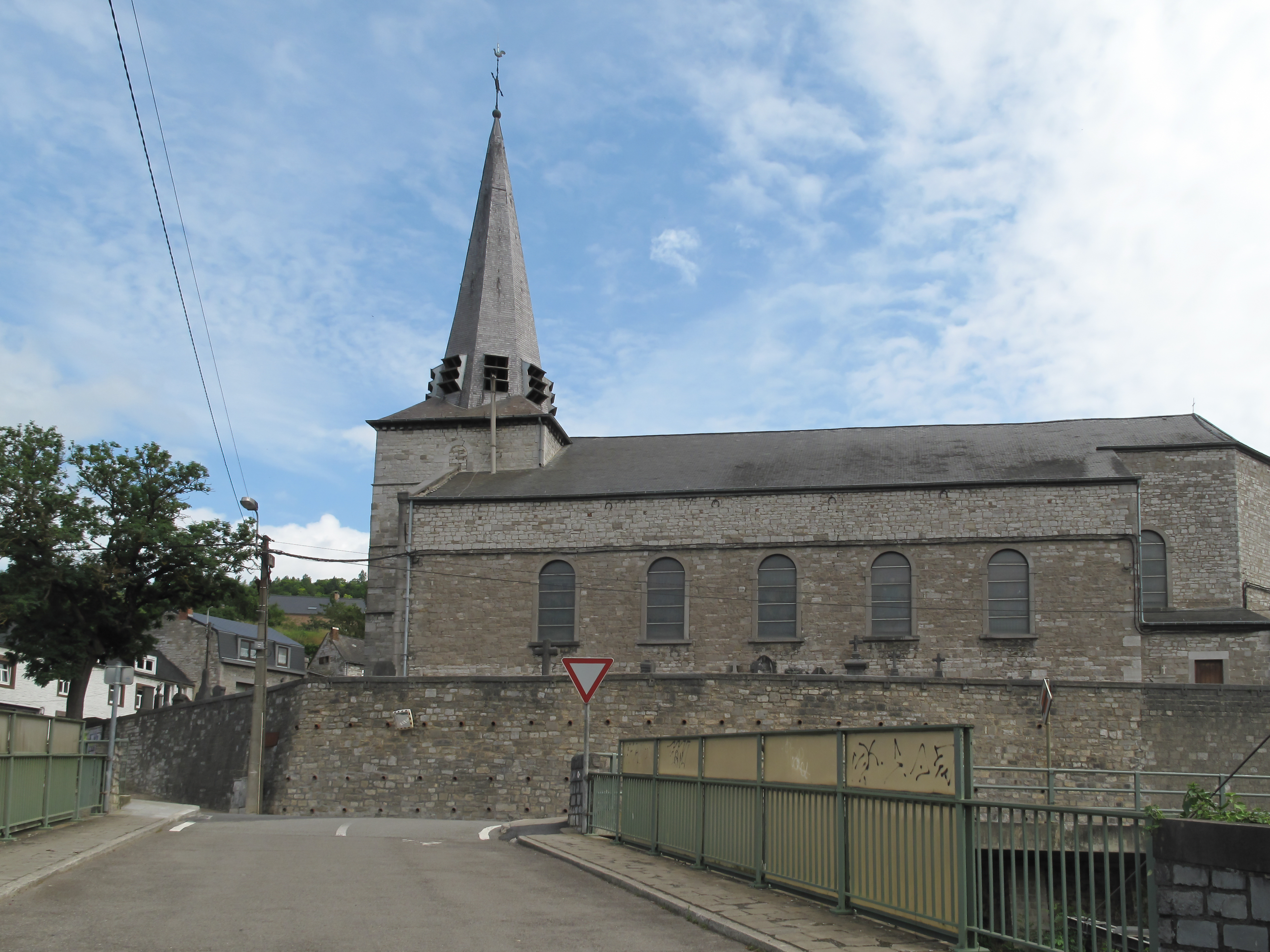
Namêche, kerk: église Notre-Dame

## Bezienswaardigheden
De Onze-Lieve-Vrouwekerk dateert uit 1858, maar sommige delen van de toren dateren uit de 16de eeuw. De kerk en een graftombe in de kerk zijn beschermd als monument.

## Verkeer
De N90 van Namen naar Hoei volgt de vallei van de Maas en passeert langs Namêche, maar ligt op de zuidelijke oever van de Maas, niet op het grondgebied van de deelgemeente.
Het dorpje heeft wel een treinstation. Het station van Namêche ligt op de spoorlijn van Namen naar Luik, die eveneens de Maas volgt.